# Burgtorbrücke

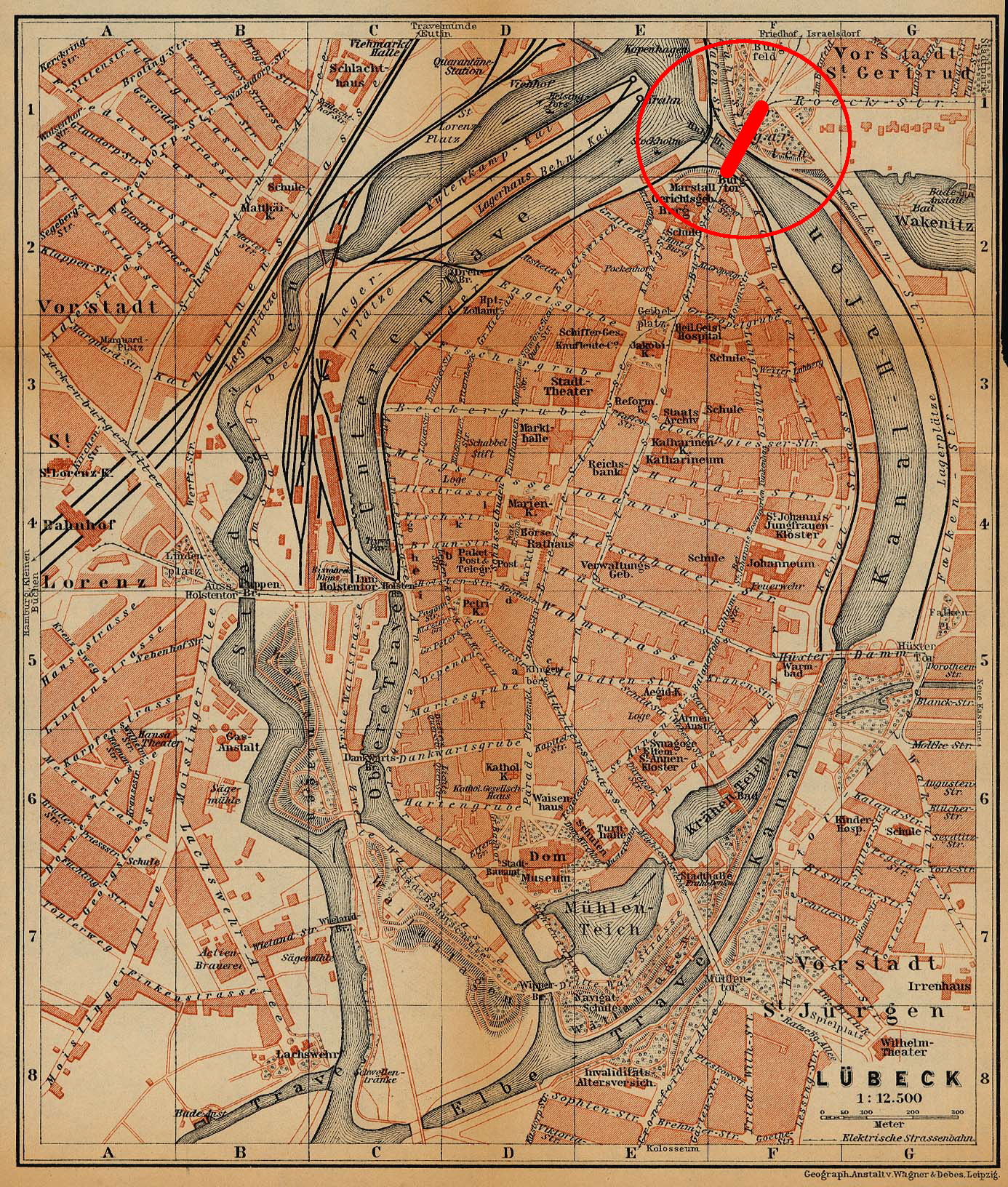
Die Lage der Burgtorbrücke, rot markiert auf einem Stadtplan von 1910

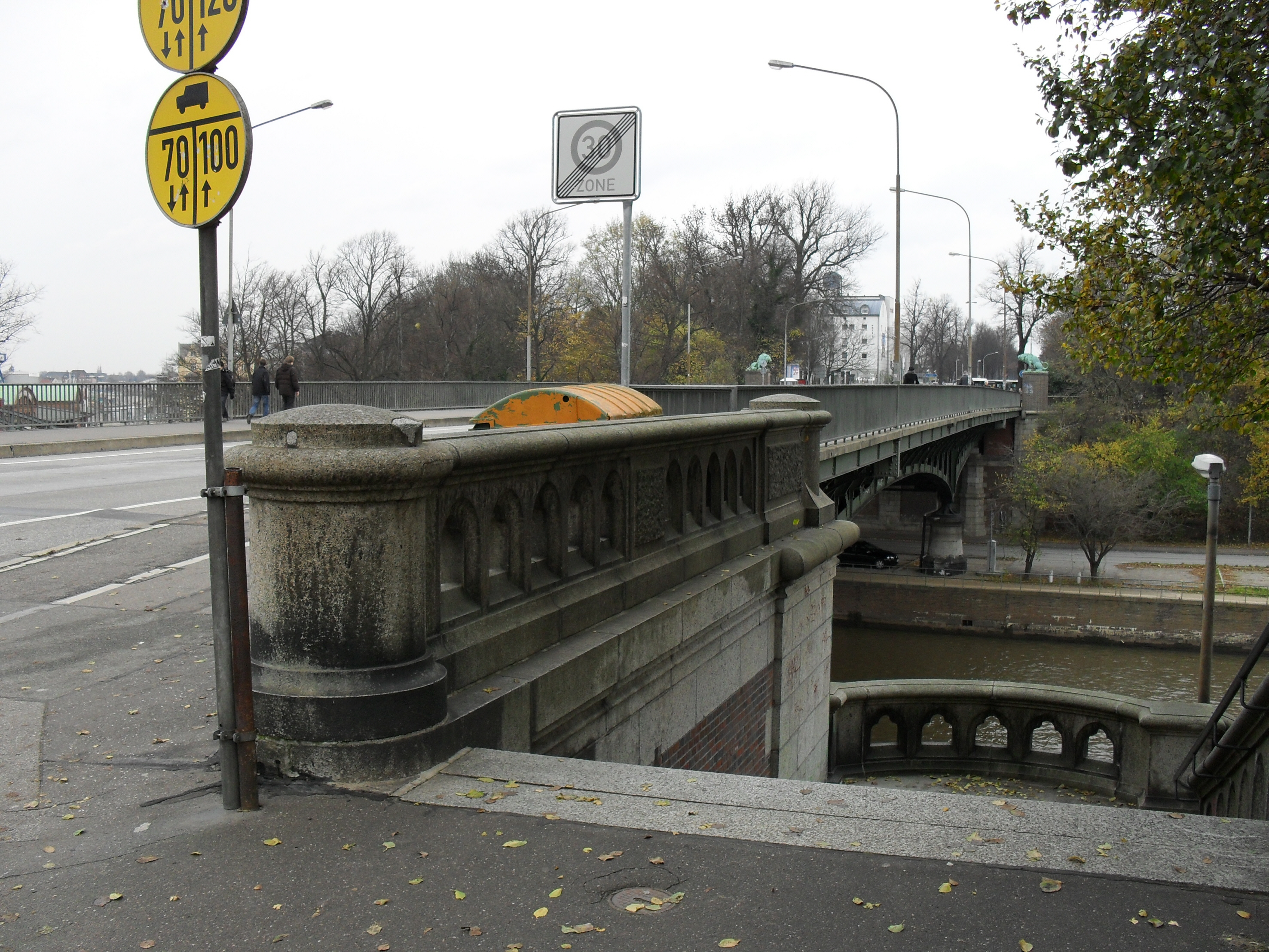
Die Burgtorbrücke, Blick in Richtung Burgfeld

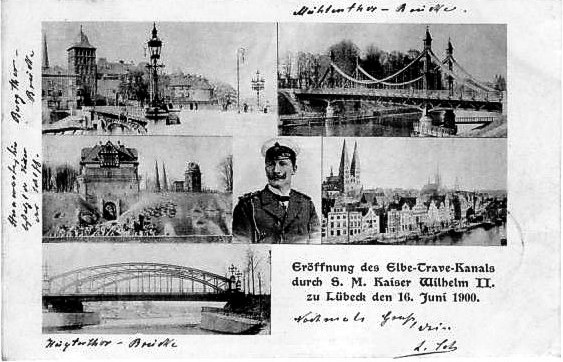
Kanaleröffnung

Die Burgtorbrücke ist eine Straße und gleichnamige Brücke am Rande der Lübecker Altstadt.

## Lage
Die etwa 210 Meter lange Burgtorbrücke, 1898 von Georg Thielen, befindet sich am nördlichsten Punkt der Altstadtinsel. Sie beginnt in Verlängerung der Großen Burgstraße unmittelbar am Burgtor und verläuft in Richtung Nordosten. Gleich vor dem Burgtor münden von Westen her der Marstallweg und von Osten der Ida-Boy-Ed-Garten ein, ehe die Straße auf der eigentlichen Brücke die Kanalstraße, dann den Elbe-Lübeck-Kanal und am jenseitigen Kanalufer den Brückenweg überspannt. Sodann mündet von Westen die Fährstraße ein, ehe die Burgtorbrücke gleich darauf auf den Gustav-Radbruch-Platz trifft und endet.

## Geschichte
Die Burgtorbrücke befindet sich an der Stelle, an der ursprünglich eine schmale Landverbindung zwischen Wakenitz und Trave den einzigen festen Zugang zum Stadthügel darstellte. Im Zuge der Befestigung Lübecks nach dem Bastionärsystem im 17. Jahrhundert wurde diese Verbindung durch einen Festungsgraben, der beide Flüsse verband, durchtrennt und eine erste Brücke errichtet. Bei der Entfestigung der Stadt schüttete man diesen Graben 1805/1806 zu und stellte die feste Verbindung zwischen Burgtor und Burgfeld wieder her.
Beim Bau des Elbe-Lübeck-Kanals wurde die Landverbindung im Winter 1896/97 erneut beseitigt, da hier der Kanal, der entlang der Ostseite der Altstadt an die Stelle der Wakenitz getreten war, in die Trave einmündete. 1898 wurde die Burgtorbrücke errichtet, eine dreibogige stählerne Gerberträger-Fachwerkbrücke. Die wiederentstandene Straßenverbindung wurde erstmals als eigenständige Straße gewidmet und nach der Brücke, über die sie führt, benannt.

## Bauliche Besonderheiten

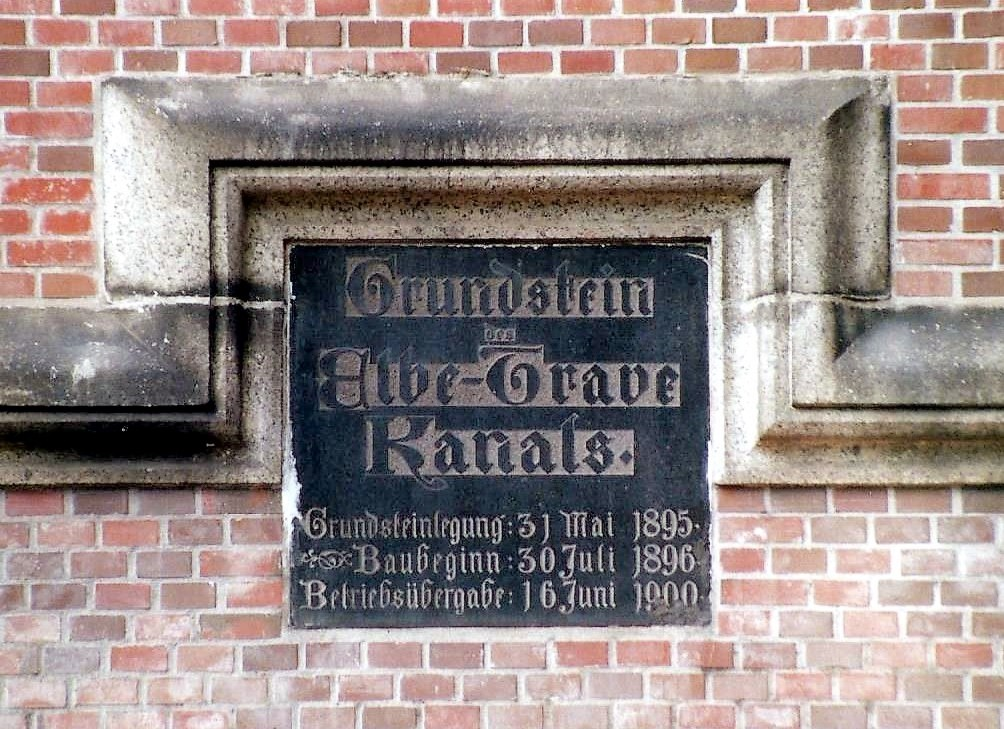
Grundstein des Elbe-Trave-Kanals

Am stadtseitigen Widerlager ist neben der Kanalstraßen der mit einer Schmuckplatte gekennzeichnete Grundstein des Elbe-Trave-Kanals eingelassen. Am Nordende der Brücke, zum Burgfeld hin, sind auf Postamenten zwei 1913 von Fritz Behn für den Weinhändler Heinrich Leo Behncke geschaffene und 1931 dort aufgestellte Löwenstatuen platziert.